# Lionheart (Jump ’n’ Run)
Lionheart ist ein Computerspiel für den Commodore Amiga. Es wurde im Jahr 1993 von Thalion Software veröffentlicht. Das Projektteam bestand aus Erik Simon, den Programmierern Erwin Kloibhofer und Michael Bittner, sowie aus Henk Nieborg (Grafik) und Matthias Steinwachs (Musik). Bekanntheit erlangte das mehrfach ausgezeichnete Spiel dadurch, dass bewusst auf einen Kopierschutz verzichtet wurde, um die Öffentlichkeit auf die Problematik von Schwarzkopien hinzuweisen.

## Handlung
Valdyn, auch Lionheart genannt, ist der Held des Spiels und eine Mischung aus Mensch und Großkatze. Er erhielt diesen Spitznamen aufgrund seines Mutes nach dem heiligen Juwel des Königreichs, das einmal pro Jahr dem Volk gezeigt wird, um die Göttlichkeit des Königs zu beweisen. Als dieses vom Bösewicht des Spiels, Norka, drei Tage vor dem Fest entwendet wird, wird der in den Kerkern des Königs sitzende Valdyn damit beauftragt, das Juwel wiederzubeschaffen. Neben dem Juwel muss Valdyn auch ein Gegenmittel für seine bei dem Überfall in Stein verwandelte Freundin Ilène beschaffen, das nur im Land Norkas wächst.

## Levels
Es sind die Schwierigkeitsstufen Normal, Hard (schwer) und Lionhard (sehr schwer) verfügbar. Gemäß Anleitung zum Spiel ist ein „Modus für Weichlinge“ nicht vorgesehen. Neben schwieriger zu vernichtenden Gegnern sehen die schwierigeren Modi auch andere Wege zur Durchquerung der Level vor. Als Bonuselemente sieht das Spiel Energiekristalle (100 Stück schalten einen weiteren Lebenspunkt frei) und -tränke (Regeneration der Lebenspunkte), Lebenskugeln (Extraleben) und Schwerter (höhere Schlagkraft) vor.
Das Spiel besteht aus sieben Welten mit insgesamt 13 Levels, wobei es eine geheime Welt mit einem zusätzlichen Level gibt, in welcher sich das Amulett zu Ilènes Befreiung befindet. Die ersten zwei Welten sind in Levels unterteilt, die durch Höhlen verbunden sind. Das erste Level in Welt 4 wird auf einer Echse reitend durchquert, Welt 5 wird fliegend durchquert und wird somit als horizontal scrollendes Shoot ’em up gespielt. Innerhalb der einzelnen Levels gibt es wiederum versteckte Bonussektionen.
- Welt 1 – Der Sumpf (3 Levels)
- Welt 2 – Die Stadt (3 Levels)
- Welt 3 – Der Vulkan
- Geheimlevel unter dem Vulkan
- Welt 4 – Das schwebende Schiff (2 Levels)
- Welt 5 – Der Drachenflug
- Welt 6 – Norkas Schloss
- Welt 7 – Norka

Je nachdem, ob neben dem Sieg über Norka auch das Amulett gefunden wird, zeigt das Spiel zwei unterschiedliche Abspänne.

## Kritiken
Lionheart wurde von der Fachpresse ausnahmslos gelobt, insbesondere für die Grafik. Diese sieht Wechsel zwischen den Grafikmodi des Amiga vor und bietet Parallaxscrolling in mehrere Richtungen. Auf besser ausgerüsteten Rechnern wurden zusätzliche Effekte sichtbar. Unter anderem erhielt das Spiel einen Amiga Joker Hit sowie einen ASM-Hit.

## Hintergrund
Thalion Software verkündete vor Erscheinen des Spiels, dass es ohne Kopierschutz erscheinen würde. Hintergrund war, dass Amiga-Spiele zum Zeitpunkt des Erscheinens von Lionheart zunehmend in den Ruf gerieten, nicht mehr lukrativ im Vergleich zu anderen Plattformen zu sein. Als Grund hierfür wurde die Raubkopiererszene ausgemacht. Thalion machte weitere Veröffentlichungen für den Amiga von den erreichten Verkaufszahlen der Spiele Lionheart und Ambermoon abhängig. Sollte das Spiel nicht in ausreichender Stückzahl verkauft werden, würde Thalion keine Spiele für den Amiga mehr produzieren.
In einem späteren Interview bezeichnete Erik Simon die Softwarepiraterie als einen Hauptgrund für die Insolvenz Thalions. Henk Nieborg spricht dagegen von hohen Verkaufszahlen und macht seinen und Erwin Kloibhofers Wechsel zu Psygnosis dafür verantwortlich, dass Lionheart 2 nie programmiert wurde.

## Trivia
- Im Spiel Ambermoon, ebenfalls von Thalion Software, gibt es einen Cameo-Auftritt von Valdyn.
- Im Spiel Cedric and the lost sceptre von Alcatraz steht in der Stadt eine Statue von Valdyn.